# Teresa Barata Salgueiro
Teresa Barata Salgueiro, née en 1948 à Lisbonne, est une géographe portugaise pionnière dans l'étude de la construction clandestine au Portugal. Le ministère de la Science, de la Technologie et de l'Enseignement supérieur du gouvernement portugais (pt) lui décerne la médaille du mérite scientifique en 2017.

## Biographie

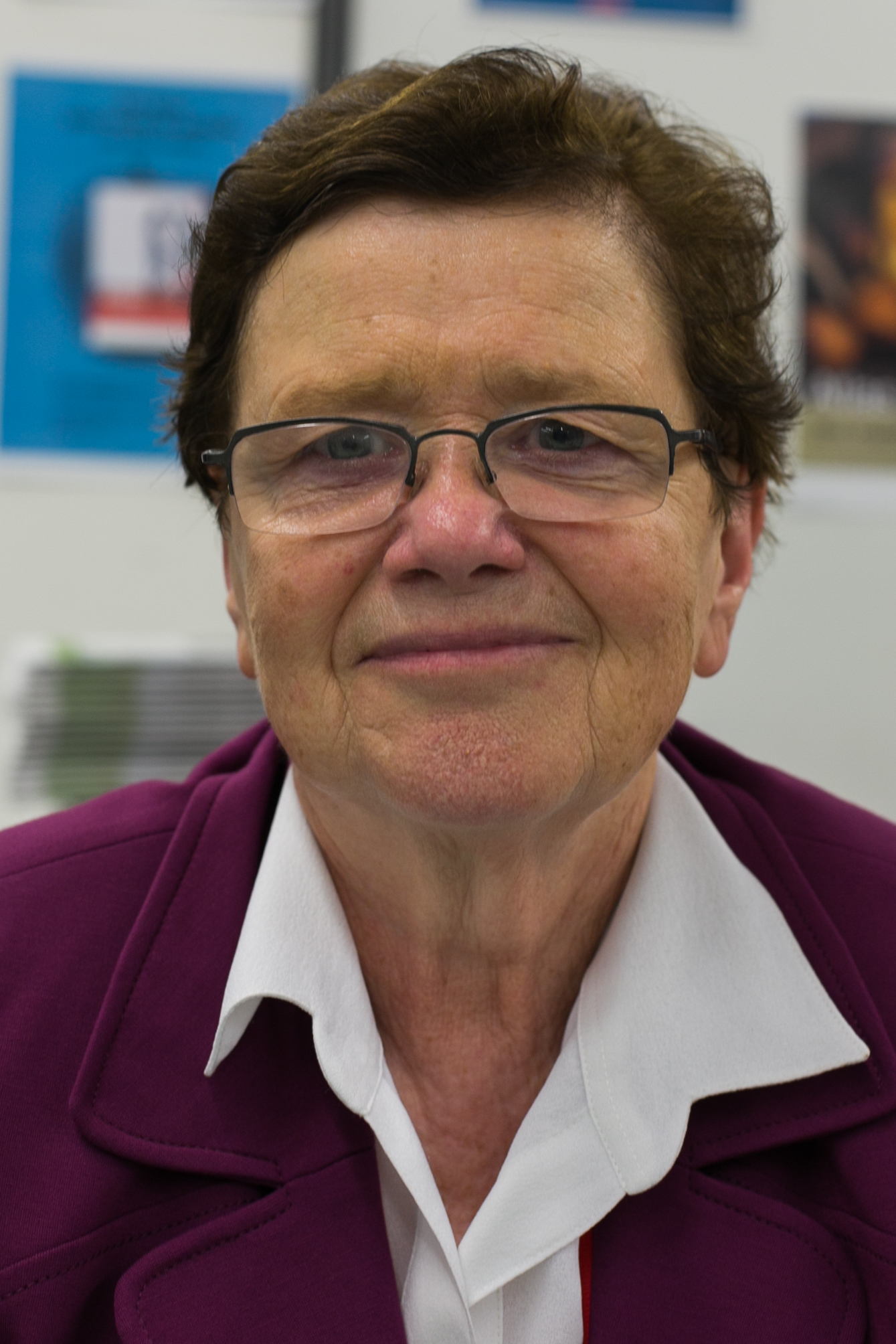
Bernadette Mérenne-Schoumaker.

Teresa Barata Salgueiro est née à Lisbonne en 1948. Passionnée par les cartes qui la font rêver et voyager, elle fait ses études de géographie à l'université de Lisbonne. Elle découvre la géographie humaine à la française avec Orlando Ribeiro, la géographie urbaine avec Isabel Medeiros, ici aussi influencée par l'apport de Jacqueline Beaujeu-Garnier. Intéressée par la théorie des places centrales, qui voit une région polarisée par une ville et organisée en système, soit l'opposé du concept de région selon l'école française, elle part étudier à l'université de Chicago. Elle y découvre le positivisme, les travaux de David Harvey et de Manuel Castells sur la géographie radicale. Peu après son retour au Portugal se déroule la révolution des œillets. Elle participe au mouvement, et fait la synthèse des différents courants et théories pour leur mise en pratique concrète. Elle s'appuie sur la géographie économique ainsi que sur le rôle des acteurs et processus sociaux issus de la géographie radicale pour ses recherches portant sur l'urbanisme, et travaille notamment sur la notion de « ville informelle », sur les politiques du logement et sur les luttes urbaines. Elle s’intéresse ensuite au commerce, à travers les travaux de Bernadette Mérenne-Schoumake qui a un grand impact sur sa réflexion. Elle soutient sa thèse, Le marché d'habitation et la structure urbaine dans la banlieue de Lisbonne en 1983.
Elle est membre fondatrice de l'Institut de géographie et d'aménagement du territoire de l'Université de Lisbonne et la directrice jusqu'en 2013,.

## Travaux

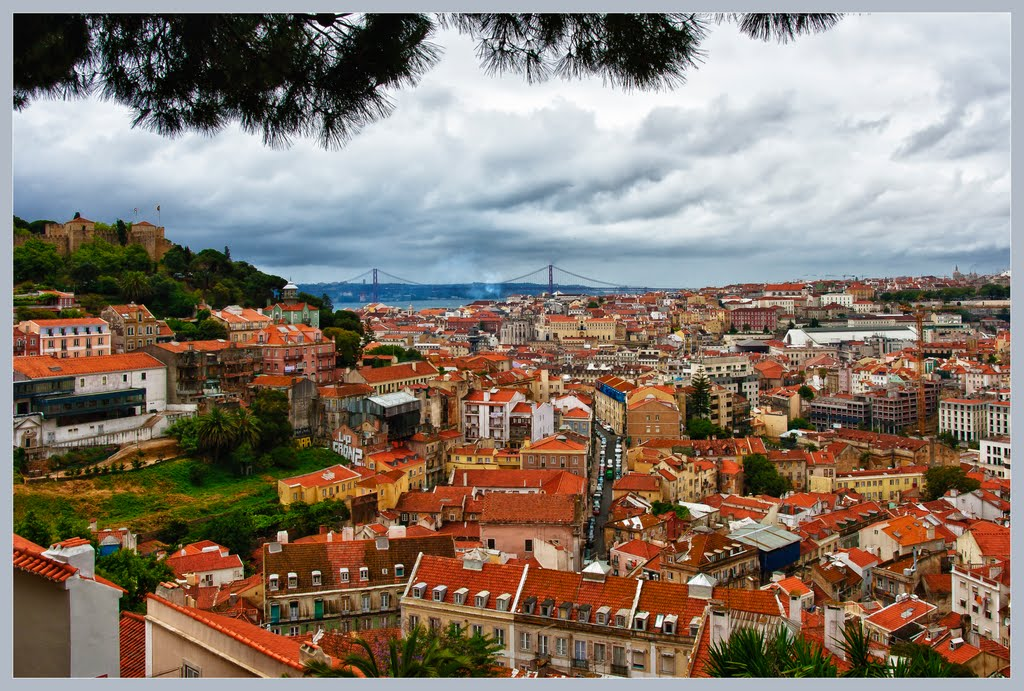
Vue de Lisbonne.

Les recherches de Teresa Barata Salgueiro portent sur la ville et sa construction par les différents acteurs : ses transformations, l'organisation socio-spatiale, la résilience et la durabilité. Elle l'étudie sous l'angle du commerce et de la consommation, du logement, du tourisme et de l'immobilier. Elle publie en 1992 le livre Villes au Portugal : Une géographie urbaine, issu de sa thèse, un ouvrage de référence sur l'urbanisme portugais. Elle écrit de nombreuses parties de Geografía de Portugal sur les villes, la construction de Lisbonne et ses dynamiques urbaines,. Elle en fait l'historique, retrace son placement parmi les différents systèmes de villes et son appropriation par sa population.
Tout au long de sa carrière de chercheuse, elle se consacre à l'étude des dynamiques sociales et économiques qui se produisent dans les villes, à savoir les phénomènes qui conduisent à l'émergence de quartiers illégaux, notamment sur l'interaction entre le centre et la périphérie,.
Elle est la première géographe à étudier les quartiers clandestins portugais, dont ceux qui ont émergé autour de Lisbonne.
Elle montre que les processus d'exclusion ne sont pas uniquement liés aux personnes mais aussi aux entreprises. Ses recherches montrent que certains lieux cumulent les désavantages et sont marginalisés par l'immobilier et les investisseurs,. Elle module l'analyse de l'école de Chicago sur un centre unifié socialement ségrégé et propose la notion de « ville fragmentée ». Pour elle, la ville est davantage le fruit d'un processus de coupures, cassures, fragmentations économiques et sociales. Ce travail sur le lien entre commerce et urbanisme est récompensé par le prix Mercúrio en 2019.

## Hommages et récompenses
- Prix Mercúrio, catégorie recherche, en 2019[14],[11] ;
- Médaille du mérite scientifique en 2020 par le Ministère de la Science, de la Technologie et de l'Enseignement supérieur du gouvernement portugais[10] ;
- Médaille d'honneur de l'université de Lisbonne ;
- Teresa Barata Salgueiro est membre de l'Académie des sciences de Lisbonne.

## Publications
Teresa Barata Salgueiro est l'autrice de plus de 150 publications dont :

### Livres
- Teresa Barata Salgueiro, A cidade em Portugal : uma geografia urbana, Edições Afrontamento, 1992 (ISBN 972-36-0202-4 et 978-972-36-0202-9, OCLC 30403412, lire en ligne)
- Teresa Barata Salgueiro, Do comércio à distribuição : roteiro de uma mudança, Celta Editora, 1996 (ISBN 972-8027-57-5 et 978-972-8027-57-5, OCLC 1024483514, lire en ligne)
- Teresa Barata Salguero, Lisbonne, périphérie et centralités, L'Harmattan, 2006 (ISBN 2-296-00884-4 et 978-2-296-00884-7, OCLC 470614497, lire en ligne)
- Teresa Barata Salgueiro et Herculano Cachinho, Retail planning for the resilient city : consumption and urban regeneration, Centro de Estudos Geográficos, Universidade de Lisboa, 2011 (ISBN 978-972-636-211-1 et 972-636-211-3, OCLC 809263487, lire en ligne)

### Articles scientifiques
- Teresa Barata Salgueiro, « Cidade pós-moderna: espaço fragmentado », Revista território,‎ 1998, p. 39-53 (lire en ligne  [PDF])
- Teresa Barata-Salgueiro, Luis Mendes et Pedro Guimarães, « Tourism and urban changes: Lessons from Lisbon », dans Tourism and Gentrification in Contemporary Metropolises (DOI 10.4324/9781315629759-11/tourism-urban-changes-teresa-barata-salgueiro-luis-mendes-pedro-guimarães, lire en ligne)
- (en) Teresa Barata-Salgueiro et Feyzan Erkip, « Retail planning and urban resilience – An introduction to the special issue », Cities, vol. 36,‎ 1er février 2014, p. 107–111 (ISSN 0264-2751, DOI 10.1016/j.cities.2013.01.007, lire en ligne, consulté le 15 septembre 2022)
- (pt) Teresa Barata Salgueiro, « Bairros clandestinos na periferia de Lisboa », Finisterra, vol. 12, no 23,‎ 1977 (ISSN 2182-2905, DOI 10.18055/Finis2281, lire en ligne, consulté le 15 septembre 2022)
- (pt) Teresa Barata Salgueiro, « Lisboa, Metrópole policêntrica e fragmentada », Finisterra, vol. 32, no 63,‎ 1997 (ISSN 2182-2905, DOI 10.18055/Finis1784, lire en ligne, consulté le 15 septembre 2022)